# Byggningshjälpen
Byggningshjälpen är en historisk skatt som ledde sitt ursprung från de körslor och tjänster som avfordrade kringboende allmoge för att bygga och underhåll kungsgårdar och fästningar eller annan Kronans egendom.
Kungen hade enligt landslagen rätta att vid utomordentliga tillfällen efter landskapsnämndens prövning erhålla hjälp till en dylik byggnad. Hjälpen förvandlades dock i början av 1600-talet till en stående skatt. I början utgick byggningshjälpen godtyckligt allt efter behovet men fixerades senare och utgjorde antingen efter kronovärde eller i natura. Efter upprepade klagomål mot skatte bestämdes 1744 generellt, att där den utgått efter kronomvärdet skulle den få lösas efter högst dubbla dettas värdering. Skattebönder, som tidigare kommit under frälse måste dock lösa byggningshjälpen efter markegång. Byggningshjälpen har gått under olika namn i olika delar av landet som årlig hjälp i Närke och Värmland, vinterkörsel, slottsfamn och körsel samt i Bergslagen där den gjordes till Kronans bergverk och  vind och vask, malmkörsel och brukshjälp.